# Eilema marcida
Eilema marcida là một loài bướm đêm thuộc phân họ Arctiinae, họ Erebidae.